# 遇龙
《遇龙》，2021年中国大陆仙侠古装电视剧，改编自橙光游戏《遇龙》，由王鹤棣、祝绪丹领衔主演，邓为、潘美烨、朱赞锦、代文雯主演，本剧于2021年5月10日在腾讯视频首播。講述一個呆萌的小丫鬟流螢，偶然情況下替小姐夏侯雪救了一條蛇，沒想到那不是一條蛇，而是一條千年應龍，尉遲龍炎為了報恩帶走小丫鬟並想要以身相許，進而引發一段四生四世的命定情緣。。

## 播出时间
| 频道     | 所在地 | 播出日期                    | 播出时间 | 备注                                |
| -------- | ------ | --------------------------- | -------- | ----------------------------------- |
| 腾讯视频 | 中国   | 2021年5月10日-2021年6月16日 | 20:00    | 每周一至周三更新2集，会员抢先观看。 |

## 演员列表

### 领衔主演
| 演員   | 角色     | 介紹 | 配音演员 |
| 王鹤棣 | 尉遲龍炎 | 上古狻猊龍族單傳血脉兼唯一龍王 守護流萤一生平安，時常挨天雷刑罰，受法力反噬。 | 陳张太康 |
| 王鹤棣 | 龍玉池   | 青青義兄 守護阮阿瑜一生平安。因常入皇宮探看阮阿瑜，時常與天將對打，受法力反噬。 | 陳张太康 |
| 王鹤棣 | 隆言     | 將軍府小兵→封尘月貼身侍衛長 守護封尘月一生平安，時常受法力反噬。 | 陳张太康 |
| 祝绪丹 | 流萤     | 夏侯雪貼身丫鬟 單純善良，和夏侯雪親如姐妹，一次偶然機會下替夏侯雪救了一條蛇，稱他為小白，殊不知這條「蛇」其實是修煉千年的應龍。一開始她對應龍有些害怕，因為她見識到尉遲龍炎從一條小蛇變成一個人，然後再變身為一條龍，後面越和尉遲龍炎相處，她就越喜歡他，但內心還是存在很大的自卑感，覺得自己配不上他，只有小姐夏侯雪才可以和尉遲龍炎相愛。之後轉世投胎為平常人家阮阿瑜。 | 李诗萌   |
| 祝绪丹 | 阮阿瑜   | 賣魚少女→賣花少女→神女→宮妃→瑜太妃 進宮為妃後，和尉遲龍炎再也未曾相見。直到過世後，在地府相認，喝下幾口八淚飲。但她未整碗喝下。倒掉後便轉世投胎為將軍府閨女封尘月。 | 李诗萌   |
| 祝绪丹 | 封尘月   | 將軍府閨女→女將軍 擁有阮阿瑜與龍玉池前世殘餘模糊記憶，一直尋找心中的龙王哥哥。在一場南昭之戰，確定了身邊侍衛長隆言便是自己心中想要尋找的龙王哥哥。喝下整碗八淚飲。 | 李诗萌   |
| 祝绪丹 | 顾轻烟   | 崑崙門女弟子 孩提時因前世流螢救過貓妖而躲過狼妖襲擊。在師尊獲得僻邪寶刀，十八年後與尉遲龍炎相知相識。 | 李诗萌   |

### 主要演员
| 演員   | 角色     | 介紹 | 配音演员 |
| 鄧為   | 雪阡尋   | 羅酆閣閣主 冷血無情，生而孤獨，冷漠寡言，從沒想過有人敢惦記他的浮生琵琶，抓獲了欲偷他琵琶的鳥妖青青。自從她來，腦海裡總是出現一個模糊的青色身影。他不知青青與那人有何關係，於是收了青青的法力，留下青青當他的婢女一百年。後漸漸被青青融化冷酷內心。千年前是三十六門將天孤星，與青青有一段深刻前世缘分。因擅離職守，天帝判九道天雷。前世天孤星在一次抓捕魔將時，因施法過當而波及當時在竹葉枝上的青玄鳥青青，使其掉入泥沼中，將其救起後帶其清理身上汙泥，被青青誤會為非禮。當青青遇到魔精襲擊召喚時，因自身有著看守女媧石的職責無法擅自離開，但因青青再次呼喚，而離開職守導致女媧石被盜取，受天帝雷刑。在青青替天孤星檔下一次雷刑而留下流星痕傷疤。 | 楊天翔   |
| 潘美烨 | 青青     | 青玄鸟 天真無邪的鳥妖，千年前是半仙青玄鳥後因不明原因被打落凡間，曾被流螢搭救，因想報答流螢救命之恩，進而守護流螢四生，成為流螢摯友。尉遲龍炎義妹，封塵月貼身丫鬟。因一直想去除額上的流星痕從而陰差陽錯進入羅酆閣成為閣主ㄚ鬟，遇到閣主雪阡尋後兩人逐漸在相處過程中產生了深厚的感情，而後逐漸揭開了百年前兩人的一段心酸往事。在貓妖事件中，與雪阡尋一同擁有前世記憶，得知自己額頭上的流星痕是由於前世為了保護心愛人天孤星（即雪阡尋前世）遭受天雷雷劈造成的傷疤，而與雪阡尋一同找回彼此記憶。 | 張喆     |
| 朱赞锦 | 命格星君 | 命格星君 表面上是仙界俊美飄逸，與人為善的翩翩公子，實則陰險虛偽，當得知人間女子流螢的極陰元神力量強大，足以有顛覆三界的力量後，綢繆千年歲月，不惜算計昔日好友尉遲龍炎甚至雪阡尋，時常規勸尉遲龍炎放下對流螢的執著，是造成流螢與龍炎悲劇的最大推手。 | 吳韜     |
| 戰宇   | 許致遠   | 夏侯雪的表弟 落魄書生，因為尉遲龍炎可以看到他的命格，知道他會高中狀元，並且知道不久後夏府將要遭到抄家之災，而許致遠可以帶流螢逃過此劫，所以讓流螢嫁給他。 | 張福正   |
| 董顏   | 冰星     | 羅酆閣女侍衛 羅酆閣女將，雪阡尋最得力的助手，為人心狠手辣、冷酷霸氣，但對雪阡尋忠心耿耿，只要是雪阡尋交代的任務必定使命必達，青青出現後攪亂了羅酆閣的平靜，因此對青青總帶著敵意。 | 路熙然   |
| 于歆童 | 刘玉香   | 千金小姐 時常欺凌阮阿瑜，因而激怒龍玉池為阮阿瑜報仇，搞得自己聲敗名裂。 |          |
| 梁詠妮 | 小彩     | 東羅國蕊妃 原為東羅國公主，後因和親成為蕊妃，無任何心機手段，十分聽從小珒的建言。 |          |
| 代文雯 | 小珒     | 東羅國蕊妃侍女 封塵月兒時玩伴，喜歡把玩魔方鎖，常與封塵月較勁，因一次身中東羅國曼洛香之毒，每逢月圓之夜必定舊疾復發，被東羅國雲太子搭救，再者每逢月圓之夜便時常受此毒發之苦，須餵以毒藥-安命丸緩解痛苦，而受制於東羅國雲太子。之後因遇上紈褲公子哥廣平侯世子爺搭訕，而再度與封塵月相認相識。與封家有殺父之仇，因辦事不力而被東羅國雲太子鞭刑。最終得知當年虎嘯谷的慘案，自己的父親當年至虎嘯谷尋寶。不料，被東羅國雲太子利用謀害，得知时日不多便留下血書給小彩，以证清白。其後，小珒便得知自己的殺父仇人便是東羅國雲太子，前往刺殺成功。自己也被太子侍衛刺殺而亡。                                                                                | 劉晴     |
| 趙健   | 寒熙雲   | 東羅國雲太子 於戰場與封塵月有著毀左目之仇，試圖利用小珒與封家有殺父之仇，報復封塵月。之後被得知殺父仇人的小珒報復殺死。 |          |

### 其他演员
| 演員   | 角色     | 介紹 | 配音演员 |
| 杨之楹 | 夏侯雪   | 侯府千金 |          |
| 王羽铮 | 光頭     | 玉香的愛慕者 |          |
| 唐國忠 | 皇上     | 封塵月主君 |          |
| 朱嘉琦 | 陆征     | 監軍，喜歡著封尘月，但封塵月只當成自己的好哥哥，也拒絕了他的追求。                                                     |          |
| 陳名豪 | 紫陽上仙 | 雪阡尋的千年摯友，玉帝下旨擊殺天血魔                                                                                   |          |
| 宋涵宇 | 玄陽真人 | 崑崙派掌門，輕煙師尊。                                                                                                 |          |
| 李紫瑩 | 花點     | 第一世流螢救的花貓，第三世相遇崑崙弟子顧輕煙，與青青一拍即合。妹妹貓妖橙橙被崑崙弟子打死，被利用設計顧輕煙中夢魘大法。 |          |

## 电视剧歌曲

### 中国大陆
| 曲序 | 曲目                       |               | 作曲          | 编曲   | 演唱   |
| ---- | -------------------------- | ------------- | ------------- | ------ | ------ |
| 1.   | 《遇荧》（片头曲）         | 顾聆落        | 执素兮        | 丁培峰 | 霍尊   |
| 2.   | 《流转莹回》（片尾曲）     | 马程程        | 三桂          |        | 双笙   |
| 3.   | 《青睐》（插曲）           | 黄星          | 高伟然@发条响 | 焦傲   | 丁丁   |
| 4.   | 《相别》（插曲）           | 李暨青@发条响 | 高伟然@发条响 | 焦傲   | 魏一宁 |
| 5.   | 《青山百里月无眠》（插曲） | 李暨青@发条响 | 高伟然@发条响 | 薛巍   | 魏一宁 |

## 外部衔接
- 遇龙官博的新浪微博
- 豆瓣电影上《遇龙》的資料 （简体中文）